# IC 2066
IC 2066 — галактика типу SBc () у сузір'ї Золота Риба.
Цей об'єкт міститься в оригінальній редакції індексного каталогу.